# Schach-Europameisterschaft 2021

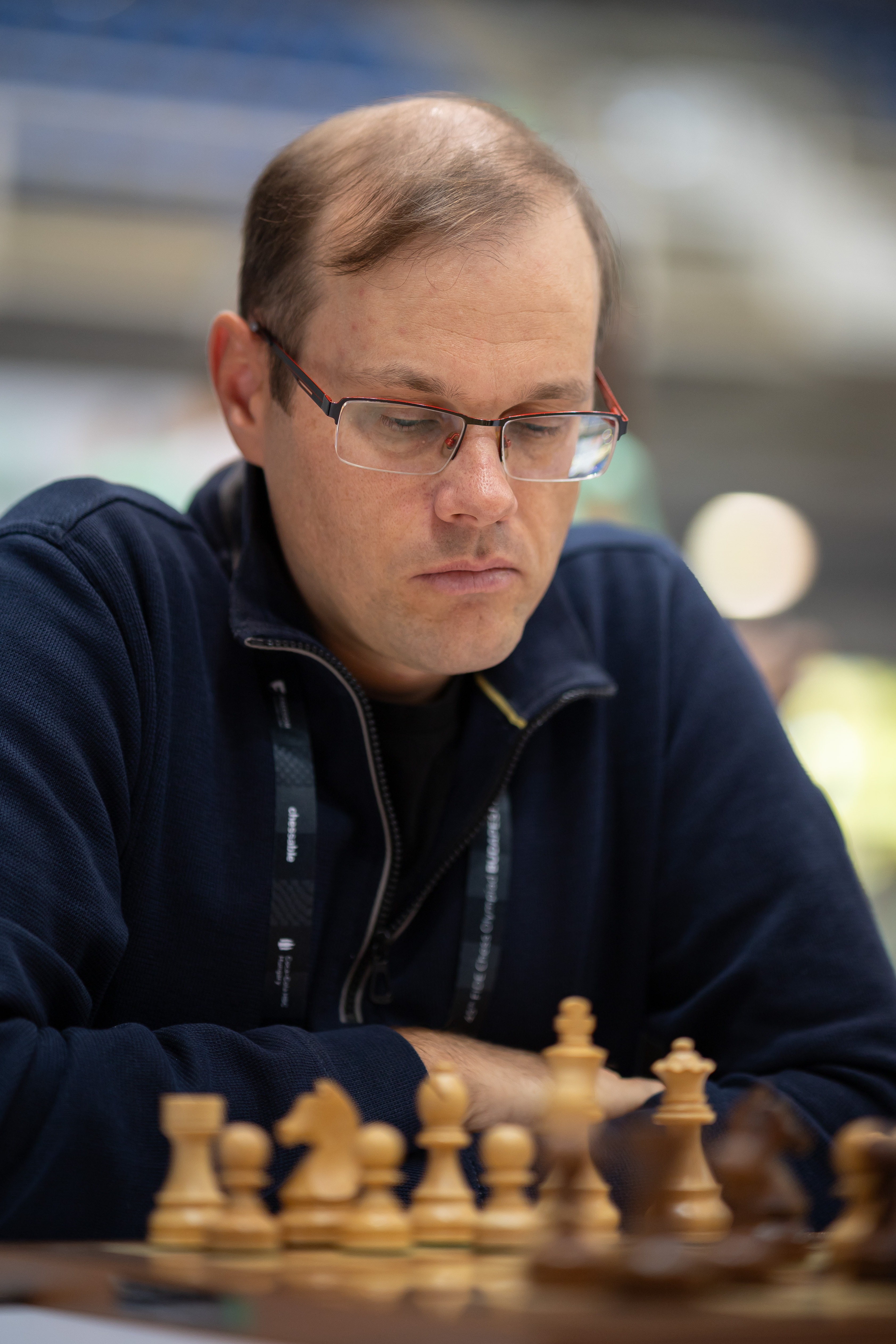
Anton Demtschenko, Europameister 2021

Die Schach-Europameisterschaft 2021 (offiziell European Individual Chess Championship 2021) war die 21. Austragung einer Schach-Europameisterschaft und fand vom 26. August bis zum 5. September 2021 in der isländischen Hauptstadt Reykjavík statt. Das Turnier nach Schweizer System wurde von der European Chess Union veranstaltet und war zugleich Teil des Reykjavik Open Festival. Sieger wurde der Russe Anton Demtschenko.

## Organisation

### Modus
Gespielt wurde nach Schweizer System über eine Dauer von elf Runden. Als Bedenkzeit hatten die Spieler jeweils eine Startzeit von 90 Minuten, die nach dem 40. Zug um weitere 30 Minuten erweitert wurde. Zudem gab es ein Zeitinkrement von 30 Sekunden bereits ab dem ersten Zug. Bei Punktgleichheit wurde nach der durchschnittlichen Elo-Zahl der Gegner (ausgenommen des schlechtesten Wertes) unterschieden. Bestand auch hier ein Gleichstand, wurde weiter mittels Buchholz-Wertung (in der ersten Anwendung abzüglich des schlechtestgewerteten Gegners) unterschieden. Kann ein Gleichstand auch nicht über das direkte Duell aufgebrochen werden, wird per Los entschieden.
Die Teilnahme stand grundsätzlich allen Mitgliedern der europäischen nationalen Verbänden frei. Spieler aus dem suspendierten bulgarischen Schachverband mussten unter der Flagge der European Chess Union antreten. 

### Preisgeld
Insgesamt wurden 100.000 Euro an Preisgeldern ausgeschüttet. Aus dem Teilnehmerfeld erhielten die 20 bestplatzierten Spieler eine Prämie von mindestens 1000 €; der Sieger erhielt 20.000 €. Daneben gab es Spezialpreise in verschiedenen Kategorien. Neben den drei besten Frauen erhielten auch die drei besten Junioren (U18) und drei besten Senioren (Ü50) Preisgelder von bis zu 1000 €. Auch den fünf besten Mitgliedern der Association of Chess Professionals, die keinen der vorherigen Preise erhalten haben, wurde ein Preisgeld von 1000 € zugesprochen.

## Ergebnis
Insgesamt nahmen 180 Spieler aus 36 Ländern an der Europameisterschaft teil, darunter auch zehn Frauen. Die Mehrzahl der Spieler stammte aus dem Gastgeberland Island, das 58 Teilnehmer meldete. Dahinter kamen die meisten Spieler aus Deutschland mit 18 Teilnehmern.
Der spätere Sieger Anton Demtschenko führte die Rangliste bereits ab der siebten Runde an und kam dabei zu Siegen gegen Matthias Blübaum und Alexander Donchenko. Der Deutsche Vincent Keymer – bei dem Turnier noch 16 Jahre alt – war durch die Niederlage gegen Alexei Sarana in der dritten Runde zunächst leicht ins Hintertreffen geraten, konnte sich jedoch durch Siege wie gegen David Navara in der Spitzengruppe halten und verteidigte auch ein Remis gegen Demtschenko in der vorletzten Runde. Während Demtschenko die letzte Runde remis spielte, konnte Keymer mit einem Sieg gegen Daniele Vocaturo nach Punkten noch zu ihm aufschließen. So hatten beide 8,5 Punkte aus den elf Runden erspielt, Demtschenko gewann aber schließlich durch die bessere Feinwertung.
Über die Europameisterschaft qualifizierten sich 23 Spieler für den Schach-Weltpokal 2023.
| Platz | Teilnehmer         | Elo-Zahl | Punkte | AROC1 |
| ----- | ------------------ | -------- | ------ | ----- |
| 01.   | Anton Demtschenko  | 2597     | 8,5    | 2617  |
| 02.   | Vincent Keymer     | 2602     | 8,5    | 2577  |
| 03.   | Alexei Sarana      | 2643     | 8,0    | 2592  |
| 04.   | Bogdan-Daniel Deac | 2639     | 8,0    | 2510  |
| 05.   | Kacper Piorun      | 2608     | 7,5    | 2605  |
| 06.   | Rauf Məmmədov      | 2654     | 7,5    | 2599  |
| 07.   | Viktor Erdős       | 2614     | 7,5    | 2593  |
| 08.   | Niclas Huschenbeth | 2592     | 7,5    | 2590  |
| 09.   | David Navara       | 2675     | 7,5    | 2577  |
| 10.   | Vahap Şanal        | 2557     | 7,5    | 2572  |
| 11.   | Matthias Blübaum   | 2674     | 7,5    | 2556  |
| 12.   | Daniele Vocaturo   | 2630     | 7,5    | 2554  |
| 13.   | Michail Antipow    | 2607     | 7,5    | 2547  |
| 14.   | Luka Paichadse     | 2564     | 7,5    | 2543  |
| 15.   | Mustafa Yılmaz     | 2630     | 7,5    | 2542  |
| 16.   | Daniel Fridman     | 2621     | 7,5    | 2542  |
| 17.   | Nicat Məmmədov     | 2595     | 7,5    | 2528  |
| 18.   | Rasmus Svane       | 2615     | 7,5    | 2515  |
| 19.   | Howhannes Gabusjan | 2587     | 7,0    | 2619  |
| 20.   | Velimir Ivić       | 2571     | 7,0    | 2618  |